# Stata'ketux
Stata'ketux, (Stataketux), jedna od bandi Sinkiuse ili Columbia Indijanaca koji su prema Teitu (1930) živjeli oko White Bluffsa u okrugu Benton na rijeci Columbia u Washingtonu.